# Andrzej Abramowicz (archeolog)
Andrzej Antoni Abramowicz (ur. 14 stycznia 1926 w Lublinie, zm. 23 października 2011 w Łodzi) – polski archeolog i historyk, profesor nauk historycznych o specjalności archeologia średniowieczna i historia archeologii.

## Życiorys
Był uczniem Konrada Jażdżewskiego. W 1952 roku obronił pracę magisterską na Uniwersytecie Łódzkim, kończąc studia na kierunku archeologia średniowieczna. Był pracownikiem Muzeum Archeologicznego w Łodzi (1949–1955), od 1955 pracował w Instytucie Historii Kultury Materialnej Polskiej Akademii Nauk (obecnie Instytut Archeologii i Etnologii PAN). W 1961 roku zdobył tytuł doktorski, w 1967 habilitował się, w 1982 roku został profesorem. Był redaktorem rocznika „Fasciculi Archaeologiae Historicae” poświęconego archeologii historycznej.
Był członkiem honorowym Łódzkiego Towarzystwa Naukowego.
Był Kawalerem Krzyża Oficerskiego i Kawalerskiego Orderu Odrodzenia Polski, ponadto odznaczony Medalem 40 lecia Polski Ludowej, Odznaką Honorową Miasta Łodzi, Złotą Odznaką „Za opiekę nad zabytkami” oraz Odznaką „Zasłużony Działacz Kultury”.
Pochowany na cmentarzu na Zarzewie w Łodzi.